# Frigyes Dezső

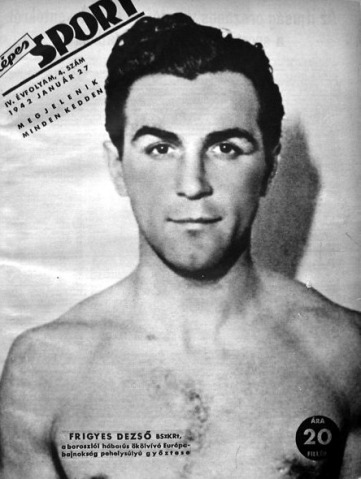
Az országos illusztrált „Képes Sport” hetilap Dezső Frigyessel Európa-bajnoki győzelme után. 1942. január 27., kiadás.

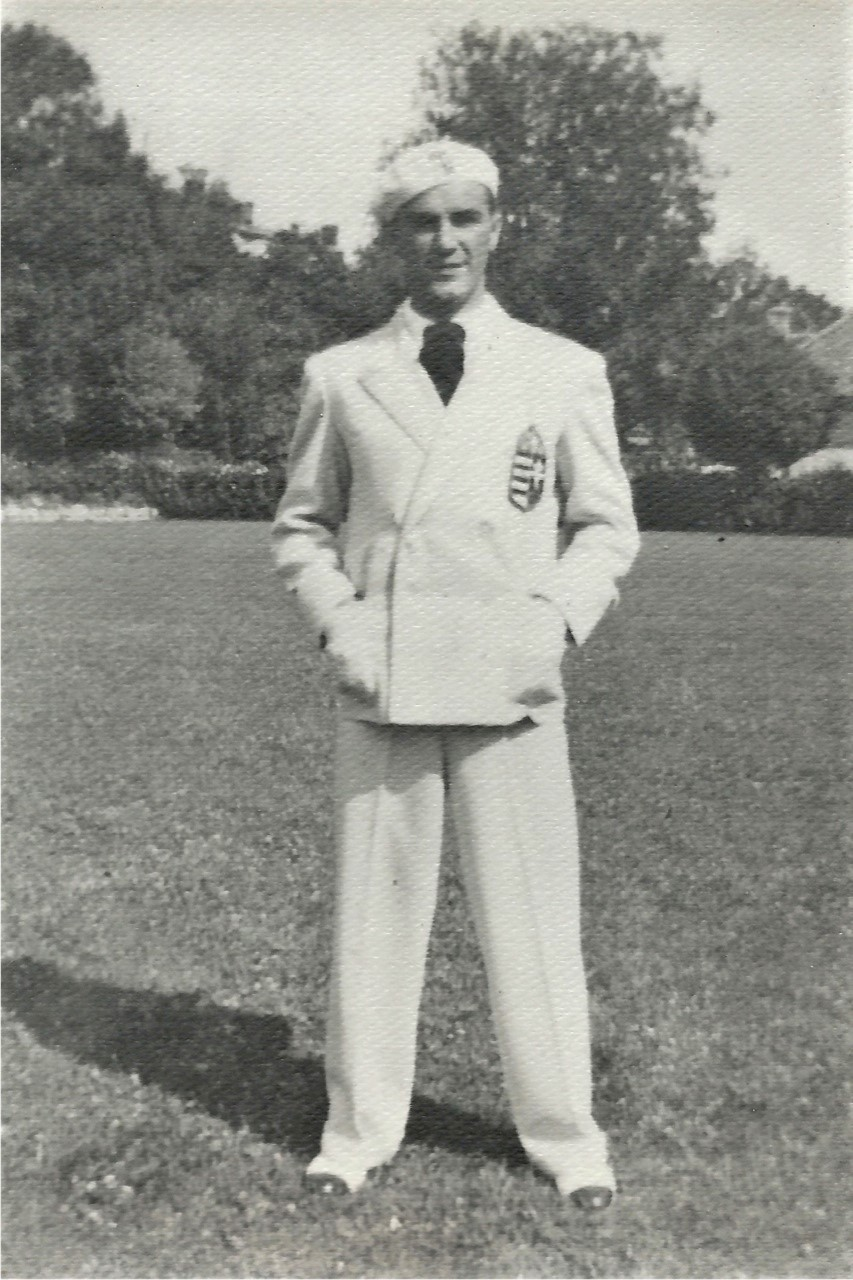
Frigyes az 1936-os magyar olimpiai csapat egyenruhájában.

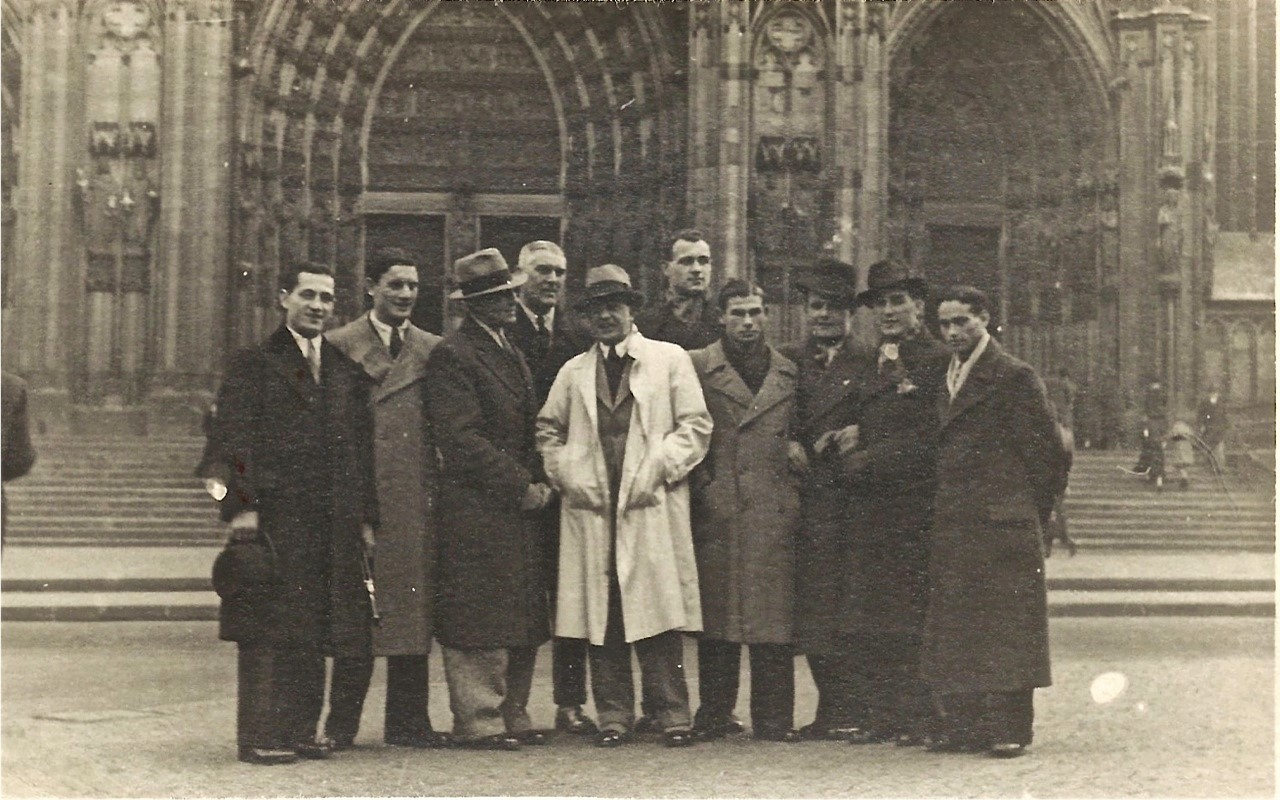
A magyar bokszcsapat a németországi kölni dóm előtt áll, 1935 körül. Frigyes jobbról a második.

Frigyes Dezső, született Fritsch Dezső (Budapest, 1913. november 27. – Cleveland, 1984. július 18.) magyar ökölvívó, aki ezüstérmes volt az 1934. évi budapesti Európa-bajnokságon, az 1936-os berlini olimpián elődöntős volt, és 1942-ben aranyérmet nyert a Boroszlóban (jelenleg Wrocław), rendezett Európa-bajnokságon, pehelysúlyban. 

## Fiatalkora
Sváb családban született Budapesten. 15 évesen kezdte pályafutását a Magyar Ifjúsági Nemzeti Bajnokság megnyerésével. 1932-ben, 18 éves korában a válogatottba választották, és a következő 12 évben nemzetközi bajnokságokon versenyzett, köztük két Európa-bajnokságon és olimpián, valamint 1936-ban egy amerikai turnén vett részt.

## Karrierjének legfontosabb eseményei
Berlini és varsói egyéni győzelmeket követően Frigyes 1934 áprilisában ezüstérmet nyert pehelysúlyban a Budapesten megrendezett Európa-bajnokságon. A torna negyeddöntőjében a svéd Gösta Alm-ot győzte le, pontokkal nyerve. Az elődöntőben szintén pontokkal győzte le a lengyel Mieczysław Forlańskit. Az utolsó küzdelemben pontokat veszített a német Otto Kästner ellen.
1936 augusztusában Frigyes részt vett a berlini nyári olimpián pehelysúlyban. A 32-es körben a dán Sigfred Madsent verte meg. A negyeddöntőben a kanadai William "Billy" Marquartot győzte le pontokkal, és továbbjutott az elődöntőbe. Ott pontokat veszített az argentin Oscar Casanovastól, aki az aranyérmes lett. A bronzéremért vívott párharcot elvesztette a német Josef Miner-rel szemben, így megszerezve a negyedik helyet. 1948-ig a vesztes elődöntősök a bronzérmért külön harcoltak, 1952 óta mind a két elődöntős akik vesztettek az arany-, és ezüstérmeseknek bronzérmet kapnak.
1936 októberében Frigyes részt vett a New York-ban megrendezett éves "US Golden Gloves vs. Europe" tornán. Pehelysúlyban első lett Bernie Millert legyőzve. 
Frigyes az 1938-as Magyar Országos Bajnokságot pehelysúlyban megnyerte, és abban az évben aktív volt a nemzetek meccs-párosításának rendjében. A Magyarország számára rendezett öt meccsen Frigyes négyet nyert, Triesztben a döntőben legyőzve az olaszokat képviselő Antonio Mangialardót, majd Riccione-ben Aroldo Montanarit, Budapesten a német Jakob Schönebergert és a lengyel Antoni Czorteket.
1942. január 20-25 között tartották az 1942-es amatőr ökölvívó Európa-bajnokságot Boroszló, Németországban, ma Wrocławban, Lengyelországban, a 8000 ember befogadódására képes Századok Csarnokában (Jahrhunderthalle)[6]. Frigyes aranyérmet nyert, a döntőben a német Arthur Büttnert legyőzve. 
Élete végéig Frigyes gyakran emlékezett az 1942-es éremátadásra, mint élete egyik legmegindítóbb pillanatára. A magyar himnusz eljátszása a Walcker Orgelbau által épített orgonán, 15.133 csővel és 200 ütővel, az akkori idők legnagyobbja, a tömegeket befogadó Max Berg által tervezett futurisztikus építészeti nevezetességben, mely korának különleges építészeti csodája volt, egyedülálló élmény volt számára, melyet jól dokumentált az akkori sportmédia. 
A második világháború után az 1942-es Európa-bajnokság eredményeit az AIBA törölte [7].
Az 1940-es és az 1944-es olimpiai játékokat a második világháború alatt törölték. A második világháború után Frigyes túl volt a versenykorán. Magyarország szovjet megszállás alatt állt, és ő nem lépett be a kommunista pártba.
1949-ben engedélyezték először edzőként dolgozni, de Budapesttől távol, Győr városában, ahol a Vasas ETO bokszolóit képezte. Egy éven belül kinevelte a helyi klub első országos bajnokát, Szabó Lászlót, és a Vasas ETO csapata feljutott a fő ligába a nagy budapesti klubok közé. 1951-ben az országos Vasas hálózat legjobb oktatójának nevezték ki. 
1953-1956 között a Magyar Válogatott edzői stábjának tagja volt. 
Amikor az 1956-os magyar forradalmat a visszatérő szovjet hadsereg elfojtotta, Frigyes családját az Egyesült Államokba vitte, ahol a New Jersey-i Camp Kilmer menekülttáborában léptek be az országba. Az egyik országos hálózati televízió stábja interjút akart velük készíteni a táborban, de mivel a család Magyarországon maradt, Frigyes visszautasította, mert aggódott a lemaradt rokonaik elleni lehetséges megtorlások miatt. 
Az Egyesült Államok 1950-es évek közepének bevándorlási eljárása az volt, hogy a menekülteket szétosztották az ország különböző pontjaira. Frigyest családjával az ohiói Clevelandbe helyezték, ahol ökölvívókat képzett a “Golden Gloves” bajnokságra, akik közül néhányan érmesek lettek. 
Frigyes 1984. július 18-án halt meg Clevelandben. Túlélte felesége Eszter, a Chilcote Company egyik ügyvezetője, fiuk Dezső ügyvéd Ohióban, később Kaliforniában, valamint korábbi házasságából született két lánya, Fülöp Vilma és Fehér Ágnes. 
A második világháború után Boroszló/Wrocław Jahrhunderthalle-ját Hala Ludowa névre keresztelték, és 2006-tól az UNESCO világörökségi listáján szerepelt. A nagyszerű orgona a Keresztelő Szent János-székesegyházba került, a wrocławi Római Katolikus Főegyházmegye székhelyére. 
2008-ban felesége, Eszter és fia, Dezső Lengyelországba utaztak, és mindkét helyet meglátogatták. Bár 1942 jóval megelőzte a Hala Ludowa ügyvezető igazgatójának idejét, megvilágította az egész csarnokot kettejüknek, és megnyitotta az archívumot a néhai bajnok családja számára. 
A székesegyházban mind a fő apáca, mind az orgonaművész beszélt németül, bár ez utóbbi nem ismerte a kért himnuszt. A székesegyház előtt, a szökőkút mellett egy amerikai németül beszélt egy lengyel orgonaművésszel, dúdolta a magyar himnuszt, amelyet az orgonaművész egy szalvétán hangjegyekbe jegyzett. A tehetséges orgonaművész még egyszer eljátszotta Magyar Himnuszt, azon az orgonán, amelyen Frigyes Dezső hallotta, 66 évvel korábban. 